# Lîpleanî, Kiverți
Lîpleanî (în ucraineană Липляни) este un sat în comuna Jîdîciîn din raionul Kiverți, regiunea Volînia, Ucraina.

## Demografie
Componența lingvistică a localității Lîpleanî
     Ucraineană (99,39%)
     Alte limbi (0,61%)
Conform recensământului din 2001, majoritatea populației localității Lîpleanî era vorbitoare de ucraineană (99,39%), existând în minoritate și vorbitori de alte limbi.